# Черкасов, Сергей Михайлович
Сергей Михайлович Черкасов (род. 10 ноября 1948, Артём) — российский живописец и художник-иллюстратор, Заслуженный художник Российской Федерации.

## Биография
Родился 10 ноября 1948 года в городе Артёме Приморского края. В 1963—1967 годах учился на живописном отделении Владивостокского художественного училища у Ф. Н. Бабанина и В. С. Чеботарёва. Окончил училище после службы в армии, в 1970 году. В 1970—1971 годах занимал должность художественного редактора Приморского книжного издательства. С 1971 года учился на факультете живописи Дальневосточного педагогического института искусств, класс профессора В. Н. Доронина. Окончил институт в 1976 году.
Сергей Черкасов участвует в художественных выставках с 1970 года. С 1983 года является членом Приморской организации Союза художников РСФСР (в 1985—1987 годах — член правления Приморской организации). Значительных успехов достиг как художник-иллюстратор, удостоившись в 1983 году премии Союза художников СССР за иллюстрации книги Фадеева «Разгром». С 1987 года член Союза художников СССР. Член объединения молодых художников и искусствоведов при Союзе художников СССР. Занимал должность главного художественного редактора Приморского книжного издательства. С 1986 года входил в жюри конкурса «Искусство книги СССР». Член Совета по культуре при губернаторе Приморского края.

## Награды и звания
- Заслуженный художник Российской Федерации (1999)[1].
- Лауреат премии Союза художников СССР за иллюстрации книги А. А. Фадеева «Разгром» (1983);
- Диплом II степени Всероссийского конкурса книги за иллюстрации книги А. А. Фадеева «Разгром» (1983);
- Специальный диплом Всесоюзного конкурса книги СССР (1983);
- Диплом I степени Всероссийского конкурса книги за иллюстрации книги Ю. В. Вознюка «Таёжная одиссея» (1984);
- Лауреат премии Приморского комсомола в области искусства за большой вклад в развитие приморской книжной графики и высокий профессиональный уровень в художественном оформлении книг для детей и юношества (1984);
- Диплом II степени Всероссийского конкурса книги за иллюстрации книги В. К. Арсеньева «По Уссурийскому краю» (1986);
- Диплом III степени Всероссийского конкурса книги за иллюстрации книги Ю. И. Кашука «Месяцеслов. Слово о русской зиме» (1987);
- Диплом II степени Всероссийского конкурса книги за иллюстрации книги В. П. Кина «По ту сторону» (1989);
- Диплом II степени Всероссийского конкурса книги за иллюстрации книги М. М. Пришвина «Женьшень» (1991);
- Медаль «За вклад в развитие города»  (Администрация г. Владивостока, 2007);
- Медаль «За безупречный труд» (Администрация г. Владивостока, 2008);
- Почетная грамота Думы г. Владивостока за активное участие в общественной жизни, творческие достижения и большой личный вклад в культуру и искусство г. Владивостока (2008)
- Памятный знак «70 лет Приморскому краю» (Администрация Приморского края, 2008);
- Почётный гражданин города Владивостока (2012)[2].

## Персональные выставки
- 1988 — Союз художников, г. Владивосток, Россия;
- 1990 — Музей им. В. К. Арсеньева, г. Владивосток, Россия;
- 1990 — Посольство СССР, Чхон-Жен, г. Пхеньян, КНДР;
- 1994 — Международный Дом дружбы, г. Осака, Япония;
- 1994 — Дом журналистов, г. Москва, Россия;
- 1994 — Deansean Gallery, г. Сан-Франциско, США;
- 1994 — Приморская государственная картинная галерея, г. Владивосток, Россия;
- 1995 — Выставочный зал г. Артём, Россия;
- 1998 — Галерея «Арка», г. Владивосток, Россия;
- 1999 — Галерея «Арка», г. Владивосток, Россия;
- 1999 — Выставочный зал г. Артём, Россия;
- 2000 — Галерея «Арка», г. Владивосток, Россия;
- 2001 — Галерея «Арка», г. Владивосток, Россия;
- 2001 — Ассоциация по международному культурному обмену, г. Шанхай, КНР;
- 2002 — «Цзин-Вэн арт-центр», г. Шанхай, КНР;
- 2003 — Галерея «Арка», г. Владивосток, Россия;
- 2004 — Приморский государственный объединенный музей им. В. К. Арсеньева, г. Владивосток;
- 2004 — Галерея «Арка», г. Владивосток, Россия;
- 2005 — Выставочный зал Института культуры, г. Харбин, КНР;
- 2005 — Галерея «Арка», г. Владивосток, Россия;
- 2005 — Галерея «Дансинг», г. Сеул, Республика Корея;
- 2006 — «Акварели». Галерея «Арка», г. Владивосток, Россия;
- 2006 — Выставка работ и презентация календаря. Галерея «Арка», г. Владивосток, Россия;
- 2007 — «Морской городок». Галерея «Арка», г. Владивосток, Россия;
- 2008 — Библиотека города Суйфэньхэ, КНР.
- 2008 — Выставка работ и презентация календаря. Галерея «Арка», г. Владивосток, Россия;
- 2009 — Презентация календаря. Галерея «Арка», г. Владивосток, Россия;
- 2010 — «Приглашение во Владивосток». Галерея «Арка», г. Владивосток, Россия;
- 2010 — «Культ красоты». Галерея «Арка», г. Владивосток, Россия.

Поездки за рубеж с выставками:
Чехословакия (Прага, Брно), КНДР (Пхеньян, Чжон Жен), Республика Корея (Сеул, Пусан), США (Сан-Франциско, Сан-Диего), Япония (Осака, Токио, Ниигата, Мацумото), Франция (Париж), Италия (Венеция), Китай (Шанхай, Харбин, Суйфэньхэ, Муданцзян), Израиль (Иерусалим, Вифлеем), Египет (Каир, Луксор), Кипр.